# Adam Fastnacht
Adam Romuald Stanisław Fastnacht (ur. 27 lipca 1913 w Sanoku, zm. 16 lutego 1987 we Wrocławiu) – polski historyk, badacz dziejów Sanoka i ziemi sanockiej, kustosz Ossolineum.

## Życiorys

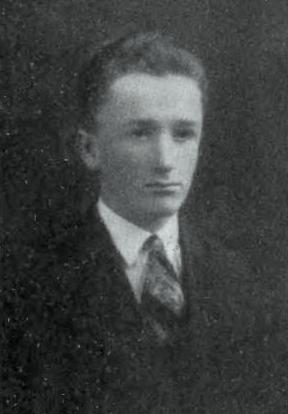
Adam Fastnacht w młodości

Adam Romuald Stanisław Fastnacht urodził się 27 lipca 1913 w Sanoku. Jego przodkowie ze strony ojca przybyli w okolice Przemyśla z Melchingen (obecnie część Burladingen w Badenii-Wirtembergii) w okresie tzw. kolonizacji józefińskiej. Jego dziadek, Jan Fastnacht (zm. 1899), przedsiębiorca budowlany, zajmował się konstrukcją linii kolejowych, m.in. z Sanoka na południe przez Przełęcz Łupkowską, położył też fundamenty pod Kościół Przemienienia Pańskiego w Sanoku; babka, Zofia Stupnicka, pochodziła z Seredniego. Ojciec, Władysław Bolesław Fastnacht (1884–1975), pracował jako urzędnik skarbowy w urzędzie ceł i monopolu i należał do działaczy sanockiego „Sokoła”; ze związku z Zofią Marią z domu Wołoszczak (1890–1965) miał oprócz Adama dwoje dzieci: Mariana (ur. 1911) i Janinę (ur. 1924, po mężu Czajka). Rodzina Fastnachtów zamieszkiwała przy ulicy Bartosza Głowackiego w Sanoku. W latach 1923–1931 uczył się w Państwowym Gimnazjum im. Królowej Zofii w Sanoku. Już jako uczeń gimnazjalista, wraz ze Stefanem Stefańskim i Aleksandrem Rybickim rozpoczął działalność gromadzenia eksponatów, które następnie zostały udostępnione w Muzeum Ziemi Sanockiej (powstało w 1934 i było zlokalizowane na Zamku Królewskim w Sanoku). 19 maja 1931 zdał egzamin dojrzałości (w jego klasie byli m.in. Jan Barniak, Mieczysław Pudełko).
Studiował historię jako przedmiot główny i geografię jako poboczny na Wydziale Humanistycznym Uniwersytetu Jana Kazimierza we Lwowie. Jeszcze podczas studiów opublikował swój pierwszy artykuł pt. Z dziejów zamku sanockiego na łamach „Kuriera Lwowskiego”. Dyplom magistra w zakresie historii społecznej i gospodarczej uzyskał 11 grudnia 1935 na podstawie pracy pt. „Literatura ludowa w Galicji w latach 1846–1850”, napisanej pod kierunkiem prof. Franciszka Bujaka. Ponadto kształcił się na uniwersytecie w dziedzinie geografii, zdając egzamin w tym zakresie i otrzymując prawo do nauczania tego przedmiotu jako dodatkowego. Otrzymał stypendium z Funduszu Pracy. Należał do Akademickiego Koła Ziemi Sanockiej we Lwowie. Jako student podczas wakacji odwiedzał Sanok i zajmował się ewidencjonowaniem zbiorów archiwalnych oraz bibliotecznych. Po studiach został na uczelni jako asystent wolontariusz w Zakładzie Historii Społecznej i Gospodarczej UJK (w tym czasie otrzymywał stypendium z Funduszu Kultury Narodowej, wypłacane od września 1936 do września 1939). Od 1937 do 1939 przebywał na praktyce w VII Państwowym Gimnazjum im. Tadeusza Kościuszki we Lwowie. Do końca istnienia II RP przygotowywał pracę doktorską pt. „Osadnictwo ziemi sanockiej w latach 1340–1650”.
Po wybuchu II wojny światowej bracia Adam i Marian Fastnachtowie odmówili przyjęcia niemieckiego obywatelstwa we Lwowie. Przedostali się z obszaru zajętego przez ZSRR na tereny okupowane przez Niemców do Sanoka. 5 czerwca 1940 Adam Fastnacht został zatrudniony w charakterze urzędnika w Wydziale Wyżywienia i Rolnictwa Starostwa Powiatowego w Sanoku (Ernährungsamt). Wraz z bratem działał w szeregach Związku Walki Zbrojnej, a następnie w Armii Krajowej. Adam Fastnacht, który uniknął aresztowania w 1942, był zmuszony do ukrywania się. Pod zmienioną tożsamością jako Adam Stupnicki pracował od jesieni 1942 w charakterze praktykanta biurowego w Administracji Majątków Państwowych w Żniatyniu, od 1 stycznia 1943 do 13 marca 1944 jako księgowy w niemieckim folwarku Żabcze nieopodal Sokala, a później do 25 lipca 1944 w niemieckim przedsiębiorstwie budowlanym M. Mirski, Roboty kolejowe i drogowe niedaleko Rudnika nad Sanem. Jego brat Marian został aresztowany przez Niemców w 1943 i prawdopodobnie w kwietniu 1944 rozstrzelany (według Edwarda Zająca poniósł śmierć w obozie KL Auschwitz).
U kresu wojny i nadejściu frontu wschodniego Adam Fastnacht przybył do Sanoka i działał w sanockim Starostwie Powiatowym (jako referendarz w referacie aprowizacji od 26 września 1944), a następnie przeniesiony do referatu kultury i sztuki i przydzielony do Muzeum Ziemi Sanockiej w czasie od 1 lipca 1945 do 15 października 1946. Po zakończeniu wojny 14 czerwca 1946 uzyskał tytuł naukowy doktora na Uniwersytecie Jagiellońskim w Krakowie na podstawie rozpoczętej jeszcze przed 1939 pracy pt. „Osadnictwo ziemi sanockiej w latach 1340–1650” (została opublikowana dopiero w 1961) napisanej także pod kierunkiem prof. Bujaka. 16 października 1946 podjął pracę naukową w Bibliotece im. Ossolińskich we Wrocławiu, początkowo jako kierownik działu wypakowywania i przenoszenia transportowanych zbiorów, od 1951 do przejścia na emeryturę 30 czerwca 1979 jako kierownik Działu Rękopisów Biblioteki, początkowo w stopniu kustosza; od 1962 w stopniu starszego kustosza dyplomowanego. W styczniu 1975 został mianowany docentem. W czasie pracy regularnie wspierał działalność Muzeum Ziemi Sanockiej. Równolegle z pracą biblioteczną od listopada 1946 do sierpnia 1948 pracował w niepełnym wymiarze godzin jako nauczyciel historii w szkole zawodowej Państwowych Zakładów Konfekcyjnych we Wrocławiu, zaś od stycznia 1948 do sierpnia 1950 był zatrudniony na pół etatu jako starszy asystent w Katedrze Historii Gospodarczej i Społecznej Uniwersytetu Wrocławskiego, kierowanej przez prof. Stefana Inglota. Był redaktorem dwóch pierwszych numerów czasopisma „Biuletyn Muzeum Budownictwa Ludowego w Sanoku” z lat 1964 i 1965, oraz numeru 3 pisma „Materiały Muzeum Budownictwa Ludowego w Sanoku”, wydawanych przez Muzeum Budownictwa Ludowego w Sanoku. Na emeryturze nie zaprzestał pracy historyka, wydał m.in. Słownik historyczno-geograficzny ziemi sanockiej w średniowieczu i monografię miasta Leska. Przygotowywał także analogiczną monografię Sanoka, jednak nie ukończył jej w pełni przed śmiercią w 1987, tworząc jedynie dzieło obejmujące czas do XVII wieku.
Należał do Związku Nauczycielstwa Polskiego, Polskiego Towarzystwa Historycznego, Wrocławskiego Towarzystwa Naukowego (od 1956), zasiadał w zarządzie Wrocławskiego Towarzystwa Miłośników Historii, Radzie Naukowej Ossolineum.
7 września 1941 jego żoną została Kazimiera z domu Patała (zm. 2019), córka Franciszka (w 1911 w Sanoku przejął drukarnię Karola Pollaka) i Matyldy. Ich dziećmi byli: córka Anna Fastnacht-Stupnicka ur. 1948, polonistka, dziennikarka i publicystka, w tym historyczna i syn Zbigniew Fastnacht (zm. 2001, wieloletni gospodarz schroniska PTTK „Na Śnieżniku”).
W wyniku odniesionej w dzieciństwie kontuzji Adam Fastnacht przez lata zmagał się z problemami zdrowotnymi z biodrem, co w konsekwencji doprowadziło do amputacji prawej nogi w 50. roku życia. Zmarł 16 lutego 1987 we Wrocławiu. 26 lutego 1987 został pochowany na tamtejszym Cmentarzu Grabiszyńskim. Zgodnie z jego ostatnią wolą na grobie został umieszczony kamień pochodzący z terenu Bieszczadów.

## Upamiętnienie
- 15 kwietnia 1987 imię Adama Fastnachta otrzymało Muzeum Regionalne w Brzozowie[38]. Po przeprowadzonym remoncie muzeum zostało ponownie otwarte 17 listopada 1990, a dokonały tego żona Adama Fastnachta, Kazimiera, oraz współzałożycielka tej placówki Krystyna Czyżewska[39]. Twórcą placówki był Jerzy Ferdynand Adamski, który redagował prace Fastnachta[40].
- Na terenie Sanoka w dzielnicy Dąbrówka ustanowiono ulicę nazwaną imieniem i nazwiskiem Adama Fastnachta[41].

## Publikacje

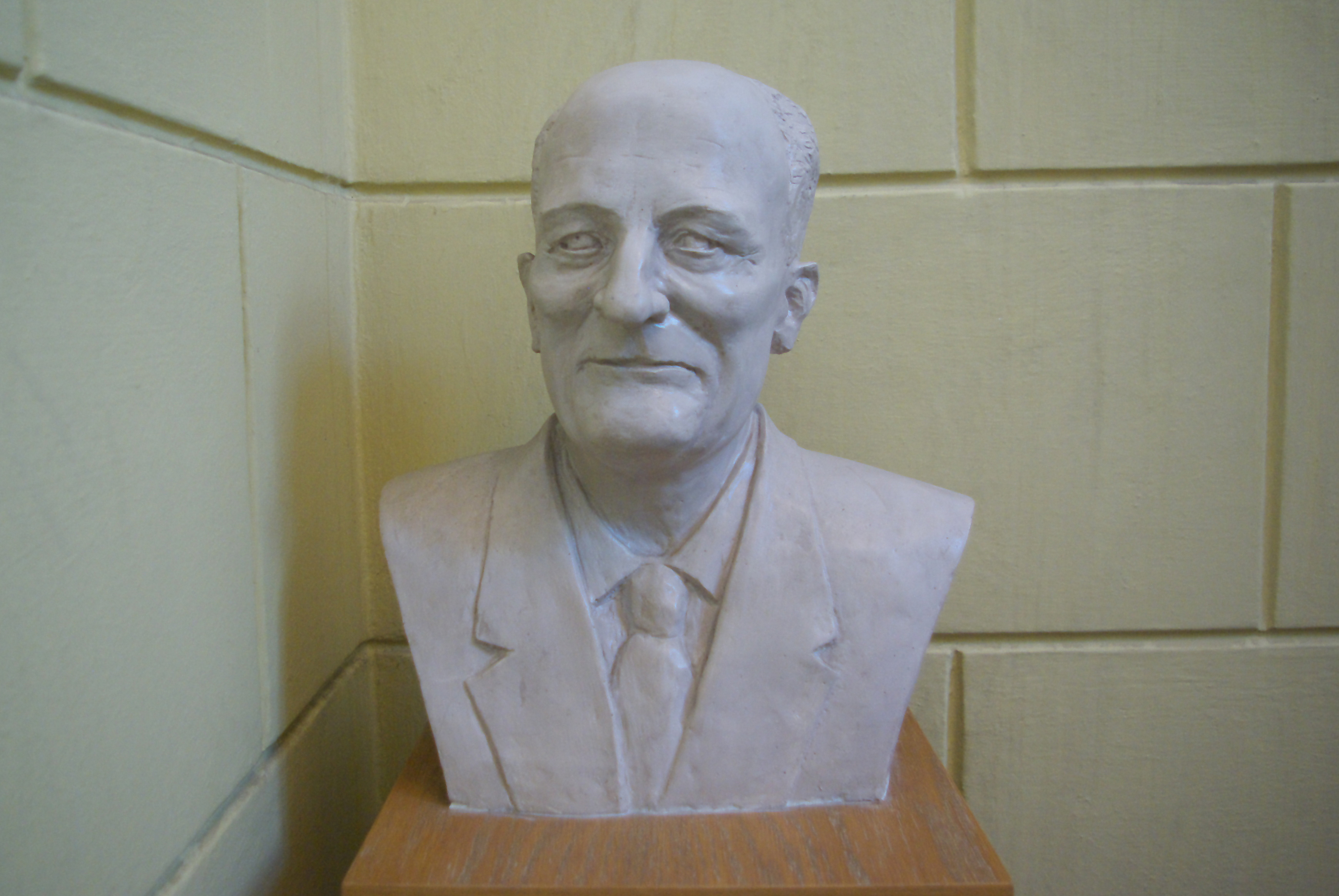
Popiersie Adama Fastnachta w sanockim ratuszu

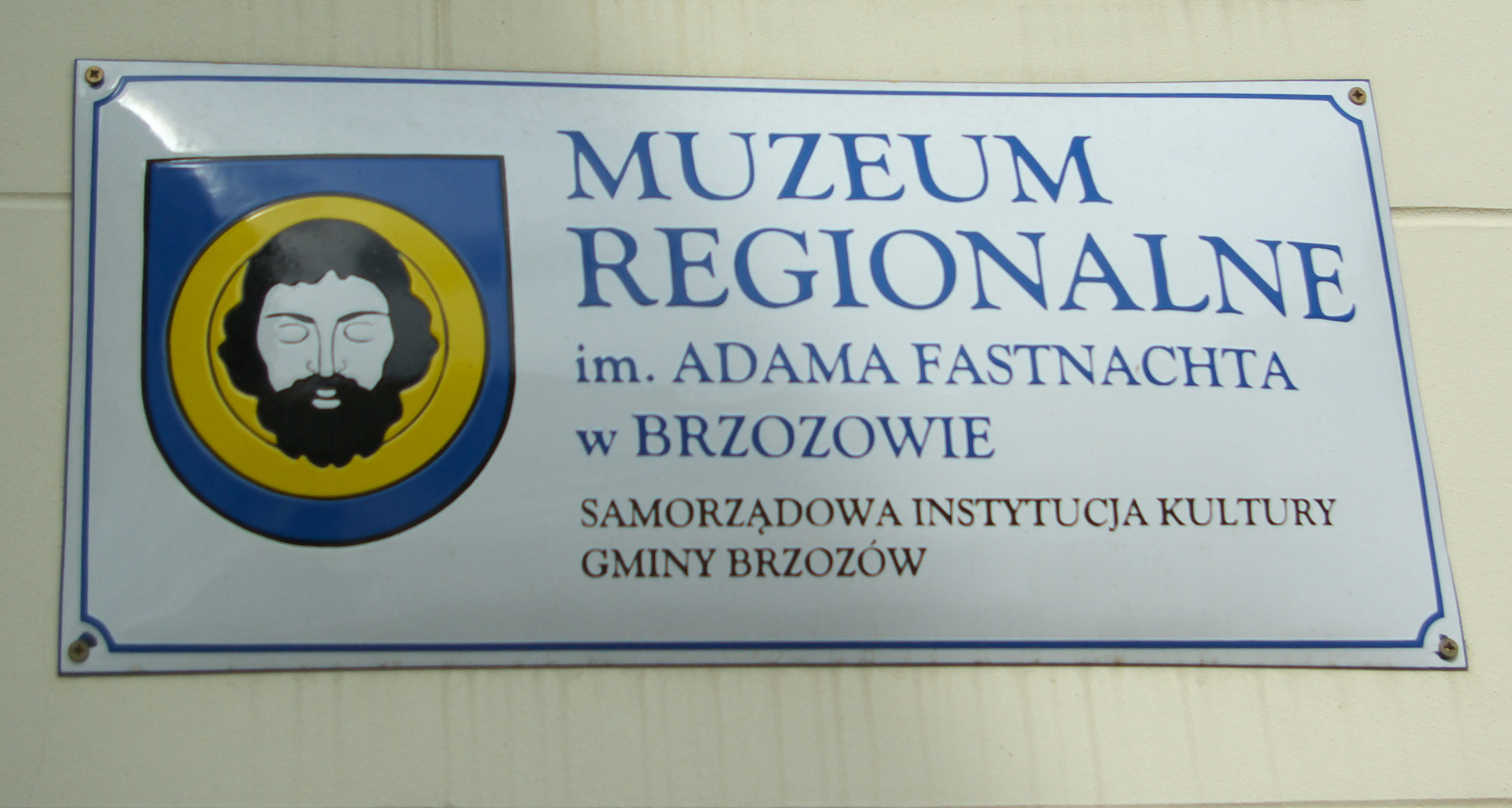
Tablica wejściowa Muzeum Regionalnego w Brzozowie

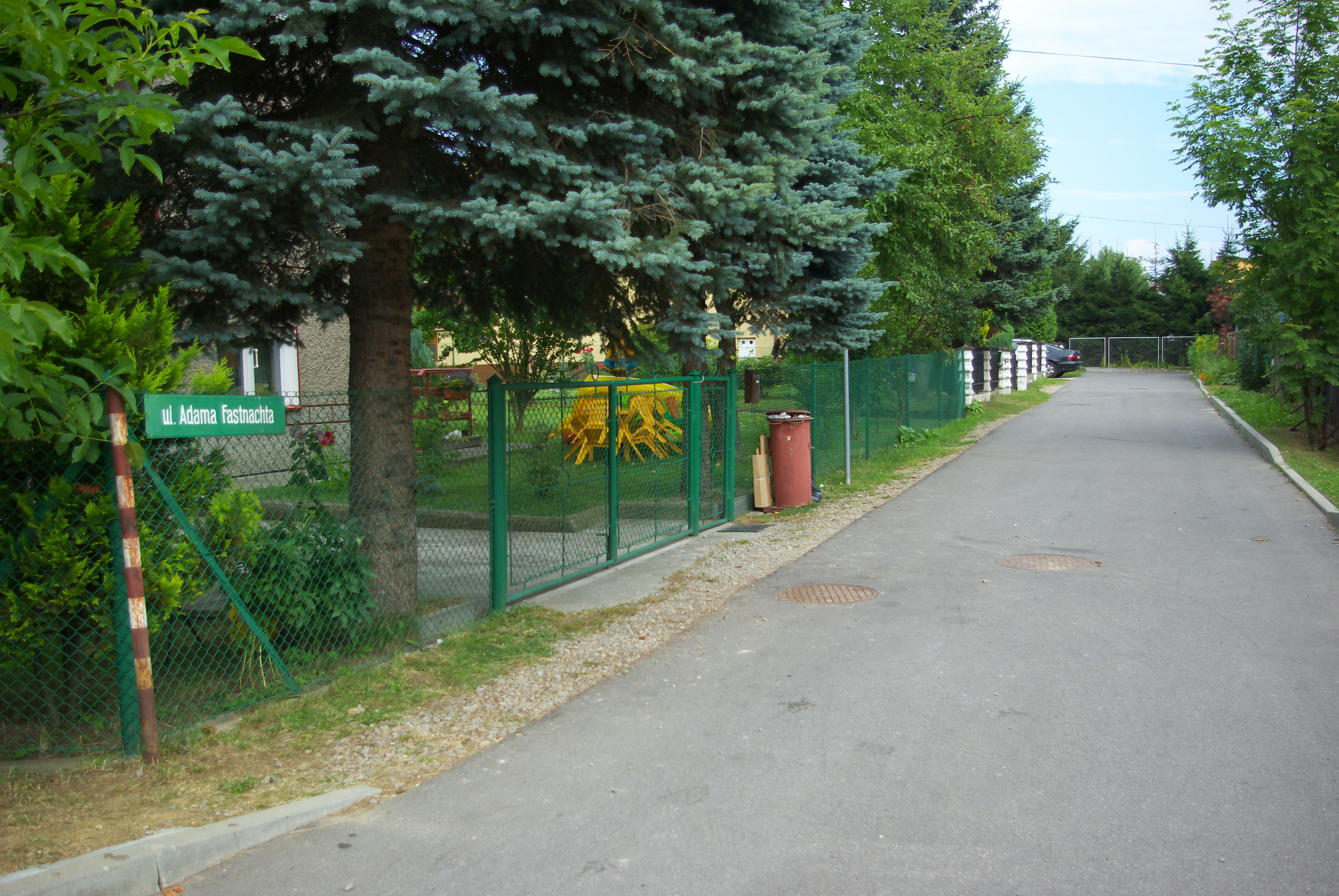
Ulica Adama Fastnachta w Sanoku

- Tablica ewaluacyjna monet polskich 1700-1772, w: Ceny we Lwowie w latach 1701–1914, Lwów 1934.
- Inwentarz zamku, folwarków i młynów starostwa sanockiego z r. 1558, Warszawa 1948.
- Catalogus diplomatum Bibliothecae Instituti Ossoliniani: Supplementum 1: Inde ab anno 1279 usque ad annum 1506, Wrocław 1951.
- Katalog dokumentów Biblioteki Zakładu Narodowego im. Ossolińskich. Cz. 1: Dokumenty z lat 1507–1700, Wrocław 1953.
- Zarys dziejów Sanoka, w: Księga pamiątkowa Gimnazjum Męskiego w Sanoku 1888-1958, Kraków 1958.
- Profesor Tadeusz Miękisz, w: Księga pamiątkowa Gimnazjum Męskiego w Sanoku 1888-1958, Kraków 1958.
- Osadnictwo ziemi sanockiej w latach 1340–1650, Wrocław 1962.
- Katalog dokumentów Biblioteki Zakładu Narodowego im Ossolińskich. Cz. 2: Dokumenty z lat 1701–1939 oraz dodatek z lat 1282–1909, Wrocław 1969.
- Piotr ze Smolic (Smolicki), w: Polski Słownik Biograficzny, tom 26, zeszyt 108, 1981.
- Muzeum Budownictwa Ludowego w Sanoku: Park etnograficzny, Sanok – Katowice 1986.
- Dzieje Leska do 1772 roku, Rzeszów 1988, ISBN 83-03-02376-4.
- Sanok. Materiały do dziejów miasta do XVII wieku, Opracował prof. Feliks Kiryk, Brzozów 1990.
- Średniowieczne osadnictwo w regionie brzozowskim, w: Brzozów: zarys monograficzny, Brzozów 1990.
- Słownik historyczno-geograficzny ziemi sanockiej w średniowieczu, Cz. 1: A-I, Brzozów 1991, ISBN 83-900130-8-8.
- Słownik historyczno-geograficzny ziemi sanockiej w średniowieczu, Cz. 2: J-N, Brzozów – Wzdów – Rzeszów 1998, ISBN 83-900130-8-8.
- Słownik historyczno-geograficzny ziemi sanockiej w średniowieczu, Cz. 3: O-Z, Kraków 2002, ISBN 83-88385-14-3.

## Odznaczenia i nagrody
Odznaczenia
- Krzyż Kawalerski Orderu Odrodzenia Polski (1967)
- Złoty Krzyż Zasługi (1956)
- Medal za Zasługi dla Rozwoju Zakładu Narodowego im. Ossolińskich Biblioteki Polskiej Akademii Nauk (1971)
- Złota Odznaka im. Ossolińskich (1973)
- Złota Odznaka ZNP (1979)
- Odznaka „Zasłużony dla Sanoka” (1977)[42]

Nagrody
- Nagroda Prezydium Wojewódzkiej Rady Narodowej w Rzeszowie za upowszechnianie kultury (1965)[43]
- Nagroda im. Heleny Radlińskiej (1975)